# Ли Кым Сон
Ли Кым Сон (кор. 리금성; род. 23 мая 1980) — северокорейский бегун-марафонец, выступавший на международном уровне в 2003—2008 годах. Победитель и призёр ряда крупных международных стартов, участник летних Олимпийских игр в Пекине.

## Биография
Ли Кым Сон родился 23 мая 1980 года.
Впервые заявил о себе на марафонской дистанции в сезоне 2003 года, когда с результатом 2:15:51 финишировал вторым на домашнем Пхеньянском марафоне.
В 2004 году занял 27-е место на Пекинском марафоне (2:21:31).
В 2005 году с личным рекордом 2:14:49 стал вторым на Пхеньянском марафоне. В составе северокорейской сборной стартовал на Восточноазиатских играх в Макао, где в зачёте полумарафона пришёл к финишу пятым и так же установил личный рекорд — 1:11:02.
На Пхеньянском марафоне 2006 года вновь финишировал вторым, показав время 2:14:38. Принимал участие в Азиатских играх в Дохе — здесь преодолел марафонскую дистанцию за 2:20:19 и занял восьмое место.
В 2007 году был пятым в зачёте Пхеньянского марафона (2:14:30), превзошёл всех соперников на Макаоском международном марафоне (2:17:40).
Благодаря череде успешных выступлений в 2008 году удостоился права защищать честь страны на летних Олимпийских играх в Пекине — в программе марафона показал время 2:19:08, расположившись в итоговом протоколе соревнований на 33-й строке. Позднее также закрыл десятку сильнейших марафона в Макао (2:20:09).
Впоследствии Ли больше не показывал сколько-нибудь значимых результатов на международных стартах.